# Мелу Франку ди Андради, Родригу
Родриго Ме́лу Фра́нку ди Андра́ди (порт. Rodrigo Melo Franco; 17 августа 1898, Белу-Оризонти — 11 мая 1969, Рио-де-Жанейро) — бразильский искусствовед, историк искусства, адвокат, журналист, писатель
.

## Биография

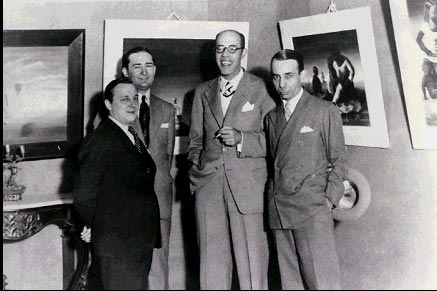
Кандиду Портинари (слева), вместе с Антониу Бенту, Марио де Андраде и Родригу Мелу Франку, 1936

Изучал право в Белу-Оризонти и Сан-Паулу. Занимался журналистикой. Был главным редактором (1924) и директором (с 1926) литературного журнала Revista do Brasil.
Позже работал директором по сохранению художественного наследия Бразилии в Министерстве образования. Среди множества открытий ему приписывают возрождение интереса к Антониу Франсишку Лишбоа. Он является автором Monumentos Históricos y Arqueológicos de Brasil (Мексика, 1952).
Автор ряда прозаических произведений.
В его честь Министерство культуры Бразилии и Национальный институт исторического и художественного наследия учредили в 1987 году Премию Родриго Ме́лу Фра́нку ди Андра́ди — национальную премию, которая, согласно уставу, «способствует сохранению памятников архитектуры — Бразильское культурное наследие, которое в силу своей оригинальности, размера или образцового характера заслуживает регистрации, распространения и общественного признания».
Отец Жоакина Педру ди Андради, бразильского кинорежиссёра, сценариста, монтажёра и продюсера.